# Национален институт по метеорология (Бразилия)
Националният институт по метеорология (на португалски: Instituto Nacional de Meteorologia), съкратено ИНМЕТ (INMET), е научноизследователски институт в Бразилия в структурата на Министерството на земеделието на Бразилия.
Мисията на ИНМЕТ е да предоставя метеорологична информация на бразилското общество и да влияе конструктивно върху процеса на вземане на решения от компетентните органи, което допринася за устойчивото развитие на страната. Мисията си институтът постига чрез наблюдение, анализ и прогнозиране на времето и климата, които се основават на практически и надеждни резултати от извършваните от института изследвания в областта на климатологията, агрометеорологията, хидрологията и други, имащи отношения към дейността му научноизследователски области.

## История
ИНМЕТ е създаден с Декрет No 7672 от 18 ноември 1909 г., издаден от президента Нило Песаня. Първоначално се нарича Директория по метеорология и астрономия и е орган на Националната обсерватория към тогавашното Министерство на земеделието, индустрията и търговията. През своето съществуване институтът неколкократно променя името си. Закон No 8.490 от 19 ноември 1992 г. установява съвременното му название — Национален институт по метеорология, и го определя като орган от администрацията на Министерството на земеделието, животновъдството и продоволствието на Бразилия.

## Правомощия
Основните правомощия на ИНМЕТ са:
- да изработва и разпространява, на ежедневна база и на национално ниво, метеорологични прогнози, предупреждения и специализирани метеорологични бюлетини;
- да извършва метеорологични и климатологични изследвания и проучвания, приложими в селското стопанство и в други области, към които могат да имат отношение;
- да приема, координира и изпълнява програми и проекти за агрометеорологични изследвания и мониторинг на климатичните промени;
- основава, координира и оперира мрежи за метеорологични наблюдения и пренос на данни, включително и тези, интегрирани в международна мрежа;
- предлага и следи за изпълнението на програми за повишаване на капацитета и подготовката на човешките ресурси в съответствие с конкретни технически изисквания;[3]

ИНМЕТ представлява Бразилия в Световната метеорологична организация (СМО) и по силата на делегирани от тази организация права отговаря за трафика на съобщения от Мрежата за метеорологични наблюдения в Южна Америка и от други метеорологични центрове, които съставят Световната метеорологична система за наблюдение. По решение на СМО Бразилия, посредством ИНМЕТ  трябва да приюти Център за глобална информационна система (GISC), който ще е в ядрото на новата Информационна система (WIS) на СМО. WIS от своя страна е резултат от еволюцията на Глобалната телекомуникационна система за обмяна на метеорологична информация.
Системата за събиране и разпространение на метеорологична информация на ИНМЕТ (температура, относителна влажност на въздуха, скорост и посока на вятъра и др. променливи) е снабдена със станции за аерологичен сондаж, с наземни метеорологични станции с ръчно управление и с най-голямата мрежа от автоматични станции в Южна Америка. Мрежата от автоматичните станции, използвана от ИНМЕТ, е сред най-модерните в международен план. Данните, събирани от тази мрежа, се разпространяват демократично и безплатно посредством интернет сайта на ИНМЕТ и имат приложение в множество сфери на икономиката — от особено значение са за селското стопанство, морския транспорт, гражданското въздухоплаване, но и за подпомагането на гражданската защита.
Метеорологичната база данни на ИНМЕТ съхраняма в дигитален формат ежедневна метеорологична информация, събирана от 1961 г. В ход е и проект за дигитално възстановяване на историческите данни, което ще агрегира база от метеорологични данни въз основа на около 12 милиона документа — наследство на климатичните наблюдения от времето на Империята (преди 1900 г.).
Физико-матматическите модели от последно поколение и с най-висока резолюция, които са продукт на изчисленията на суперкомпютрите, с които разполага институтът, симулират бъдещето поведение на атмосферата и позволяват на метеоролозите на ИНМЕТ да правят прогнози на времето за дни напред, в рамките на установените международни стандарти. Сателитни изображения също се използват като инструменти за прогноза и мониторинг на времето.
Националната метеорологична библиотека към ИНМЕТ притежава колекция от 20 хиляди тома по метеорологията и свързани с нея научни области, като в това число влизат редки издания на старата Имперска обсерватория (по-късно Национална обсерватория), технически трудове, книги, журнали, списания, бюлетини и технически публикации на СМО. Библиотеката е отворена за посещения от метеоролози, технически лица и студенти.